# Болплеј (Алабама)
Болплеј (енгл. Ballplay) насељено је место без административног статуса у америчкој савезној држави Алабама.

## Демографија
По попису из 2010. године број становника је 1.580.
| Група             | 2000.    | 2010.         |
| Белци             | 0 (0,0%) | 1.529 (96,8%) |
| Афроамериканци    | 0 (0,0%) | 2 (0,1%)      |
| Азијати           | 0 (0,0%) | 4 (0,3%)      |
| Хиспаноамериканци | 0 (0,0%) | 16 (1,0%)     |
| Укупно            | 0        | 1.580         |